# 黄腹花蜜鸟
黄腹花蜜鸟（学名：Cinnyris jugularis）为太阳鸟科花蜜鸟属的鸟类。分布于西起印度、中南半岛、东抵菲律宾群岛、印度尼西亚、以至巴布亚新几内亚、澳大利亚、所罗门群岛以及中国大陆的云南、广西、广东、海南和香港等地，多见于海拔700米以下的开阔山林。该物种的模式产地在菲律宾。

## 亚种
- 黄腹花蜜鸟西南亚种（学名：Cinnyris jugularis rhizophorae）。分布于越南以及中国大陆的云南、广西、广东、海南等地。该物种的模式产地在海南岛。[2]